# Reneta Landsberska

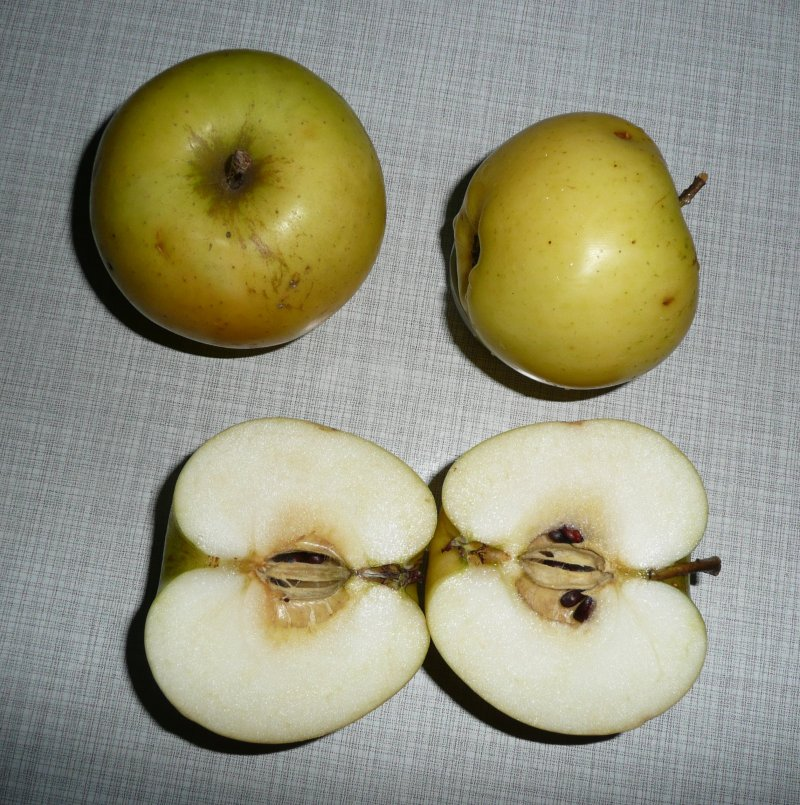
Reneta Landsberska

Jabłoń domowa 'Reneta Landsberska' (także: Reneta Gorzowska, niem. Landsberger Renette lub Burchardt Renette, wł. Renetta di Landsberg, fr. Reinette de Landsberg) – odmiana jabłoni domowej (Malus domestica Borkh.), dokładniej renety, wyhodowanej w Gorzowie Wielkopolskim (niem. Landsberg an der Warthe) w 1840.

## Historia
'Renetę Landsberską' wyhodował Justizrat (radca prawny) z Gorzowa Wlkp. – Theodor Heinrich Otto Burchardt (1771-1853), syn nadburmistrza miasta w latach 1780–1787 – Davida Christiana Otto Burchardta. Rodzina posiadała podmiejski majątek Schönhof, połączony z okazałym sadem w okolicy dzisiejszych ulic Borowskiego i Kazimierza Jagiellończyka, gdzie Burchardt-syn prowadził doświadczenia pomologiczne. 'Renetę Landsberską' wyhodował w 1840, ale pierwsze owoce zrodziła ona dopiero w 1852 (tuż przed śmiercią hodowcy). Formalnie za odmianę jabłoni uznano ją po kolejnych kilkunastu latach (1874-1877). Około 1892 z jej nasion uzyskano kolejną odmianę – Hammerstein (także: Minister von Hammerstein), dziś już praktycznie zapomnianą.

## Współcześnie
W Polsce 'Reneta Landsberska' uchodzi za zabytek przyrodniczy i nie jest powszechnie uprawiana. Dawniej uprawiano ją nad Dolną Wisłą, w Wielkopolsce oraz na Dolnym Śląsku. Na Kurpiach i Mazurach nie udawała się z uwagi na wrażliwość na niskie temperatury. W latach 1987–1990 drzewo było przedmiotem kwerendy prowadzonej przez Ogród Botaniczny PAN w Warszawie. Znajduje się w kolekcjach Arboretum w Bolestraszycach i Instytutu Sadownictwa i Kwiaciarstwa w Skierniewicach. W samym Gorzowie Wlkp. przy Zespole Szkół Ogrodniczych, w 2009 otwarto sad tej jabłoni, sadzone były także one w gorzowskich przedszkolach oraz uprawiane są w kilku ogrodach np. na Wieprzycach. Co roku w pierwszy dzień wiosny miasto Gorzów Wielkopolski rozdaje dla mieszkańców drzewka renety landsberskiej.
Reneta Landsberska jest jedną z odmian preferowanych w polskim programie rolnośrodowiskowym mającym na celu ochronę zagrożonych zasobów genetycznych.

## Normy europejskie
W Niemczech 'Reneta Landsberska' jest dość popularną odmianą. Znajduje się w obrocie handlowym. 6 sierpnia 2001 Komisja Europejska ustaliła normy dla jabłek i gruszek. 'Renetę Landsberską' zaliczono do odmian o dużych owocach. 26 lutego 2009 w Polsce, rozporządzeniem ministra rolnictwa i rozwoju wsi (program rolnośrodowiskowy), uprawę tego jabłka uznano za jedną z cech sadu tradycyjnego.

## Właściwości
'Reneta Landsberska' owocuje bardzo obficie. Jest wrażliwa na mróz i choroby (np. parch, mączniak). Owoc jest średniej wielkości lub duży, najczęściej kulisto-stożkowaty, nieco spłaszczony. Skórka jest gładka, czasem tłusta, nieco błyszcząca, zielonożółta, często z pomarańczowym, słabym rumieńcem. Owoce oceniane przez konsumentów są jako smaczne, soczyste, winne, deserowe. Dojrzewa na początku października, a dojrzałość spożywczą osiąga w grudniu lub styczniu. Jest wrażliwa na obicia i odgniecenia przy długotrwałym transporcie.

## Zastosowanie
'Reneta Landsberska', z uwagi na smak i konsystencję, nadaje się najlepiej ze wszystkich odmian jabłek do przyrządzania tradycyjnej szarlotki.